# Маскелайн, Невил (астроном)
Невил Маскелайн (англ. Nevil Maskelyne; 6 октября 1732 — 9 февраля 1811) — британский астроном.
Член Лондонского королевского общества (1758), иностранный почётный член Петербургской академии наук (1776), иностранный член Парижской академии наук (1802).

## Биография
Родился в Лондоне, в 1754 окончил Тринити-колледж Кембриджского университета. Был помощником Дж. Брэдли в Гринвичской обсерватории, с 1765 по 1811 — директор Гринвичской обсерватории, пятый Королевский астроном.
Основные труды в области позиционной астрономии. Наблюдал Солнце, Луну, планеты с целью определения их положений. Очень точно измерил положения 36 фундаментальных ярких звезд, которые служили опорными. Использовав наблюдения О. К. Рёмера для этих же звёзд, определил их собственные движения. Впоследствии У. Гершель на основании этих собственных движений нашел положение апекса Солнца. В 1761 разработал метод определения долготы по наблюдениям Луны. Особое внимание уделял систематическим наблюдениям Луны для улучшения лунных таблиц Т. И. Майера, которые использовались при определении долготы. Всего Маскелайном было выполнено 90 000 наблюдений (опубликованы в 1776—1811). В 1774 предпринял первую серьёзную попытку определить плотность Земли, из измерений уклонений отвеса вблизи горы Шихоллион в Шотландии нашел значение 4,71 г/см³ (что несколько меньше истинного — 5,5 г/см³). Многое сделал для оснащения Гринвичской обсерватории более совершенными инструментами и для улучшения точности наблюдений; выполнил первые измерения времени с точностью до десятых долей секунды. В 1766 основал британский астрономический ежегодник «Nautical Almanac», и выпускал его до конца жизни (ежегодник издается до настоящего времени). В 1761 участвовал в экспедиции на остров Святой Елены для наблюдения прохождения Венеры по диску Солнца.
Похоронен в погосте Пресвятой Девы Марии, приходской церкви деревни Пуртон, графство Уилтшир, Англия.
Награждён медалью Копли Лондонского королевского общества (1775).
В его честь назван кратер на Луне.